# Karel Vincenc z Windisch-Grätze
Karel Vincenc z Windisch-Graetze (německy Karl Vinzenz von Windisch-Graetz, 19. října 1821, Vídeň – 24. června 1859, Solferino) byl rakouský šlechtic z knížecího rodu Windischgrätzů a plukovník císařské armády. Je znám svou účastí v bitvě u Solferina druhé italské války za nezávislost, v níž přišel život.

## Život
Narodil se jako nejstarší syn knížete Werianda Aloise z Windisch-Graetze (1790-1867) a jeho manželky princezny Marie Eleonory z Lobkovic (1795-1876) a jako takový byl předpokládaným dědicem titulu hlavy knížecího rodu Windisch-Graetzů.
Vstoupil do rakouské císařské armády a dosáhl hodnosti velícího plukovníka 35. rakouského pěšího pluku se sídlem v Plzni.

### Manželství a potomstvo
Karel Vincenc se v roce 1857 oženil se svou sestřenicí Matyldou z Windisch-Graetze, dcerou polního maršála Alfreda z Windisch-Graetze a jeho manželky Marie Eleonory ze Schwarzenbergu. Z jejich manželství se narodila dcera Marie, která však zemřela v dětství (1859-1869).

### Smrt a úcta
Dne 24. června 1859, na vrcholu bitvy u Solferina, byl zabit francouzskými kopiníky pod velením generála de Labareyra.
Dne 5. července 1859 vyslal rakouský císař emisary s žádostí o vydání těla knížete.

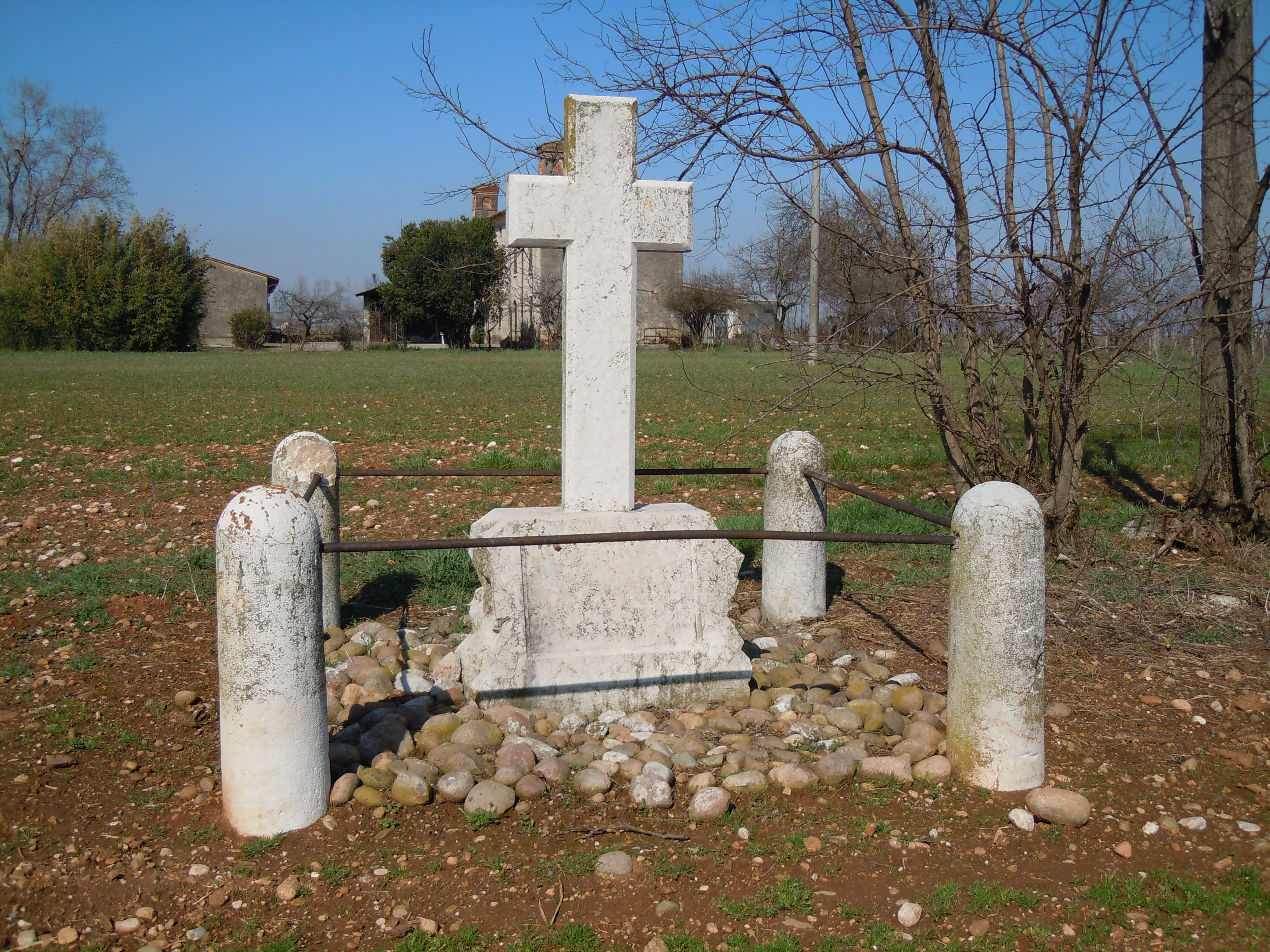
Kenotaf knížete Karla Vincence z Windisch-Graetze v Solferinu

Na místě jeho smrti byl na jeho počest vztyčen kenotaf s nápisem:
DEM AM 24 TEN JUNE 1859
HIER HELDENMU EING GEFALLENEN
OBERSTEN CARL FURSTEN
WINDISCH GRATZ

VON SEINEN BRUDERN